# Juan Sabas
Juan Sabas Huertas Lorente (Madrid, 13 aprile 1967) è un allenatore di calcio ed ex calciatore spagnolo, di ruolo attaccante, tecnico dello Zamora CF.

## Biografia
È cresciuto nel comune di Leganés, periferia di Madrid. Ha un fratello, Gabriel, anch'egli ex calciatore.

## Caratteristiche tecniche
Era una mezzapunta rapida e abile nell'uno contro uno.

## Carriera
Iniziò a giocare in Tercera División con il Tomelloso, il CD Valdepeñas e il Club Deportivo Pegaso. Nel 1988 ottenne la promozione in Segunda B con il Pegaso. Segnò 12 gol in 31 partite, e fu acquistato dal Rayo Vallecano, in Primera División.
Esordì in Primera División il 3 settembre 1989 in occasione della prima giornata di campionato, persa dal Rayo per 3-0 in casa del Real Zaragoza. Alla terza giornata segnò il suo primo gol, in una sconfitta esterna per 2-1 contro l'Osasuna. Concluse la stagione con 6 reti in 34 presenze, a fine anno il Rayo Vallecano retrocesse classificandosi in ultima posizione.
Sabas fu acquistato da un'altra squadra di Madrid, l'Atlético. Giocò con i colchoneros per quattro stagioni, vincendo la Coppa del Re nel 1991 e nel 1992. Durante la sua permanenza all'Atlético Madrid venne impiegato spesso dalla panchina ma giocò poche partite da titolare (19 su 63).
Nel 1994 passò al Real Betis, neopromosso in massima serie. Esordì alla seconda giornata di campionato, entrando in campo al 77' al posto di Ángel Cuéllar, in una partita vinta per 4-1 contro l'Albacete. Il Betis, allenato da Serra Ferrer, arrivò al terzo posto in campionato. Nella stagione 1995-1996 esordì in Coppa UEFA, il 12 settembre contro il Fenerbahçe, entrando nel secondo tempo al posto di Vlada Stošić e segnando il gol del definitivo 2-1. In campionato segnò 7 gol, tra cui una doppietta alla Real Sociedad e una tripletta al Valencia.
Nella stagione 1996-1997 trovò meno spazio in prima squadra ma fu uno dei capocannonieri della Coppa del Re, a pari merito con Diego Klimowicz e Ronaldo, con 4 gol segnati. Il Betis arrivò in finale, perdendo contro il Barcellona. Ha dichiarato che il periodo al Betis fu il migliore della sua carriera. Collezionò 70 presenze in Liga, di queste solo 18 da titolare.
A fine anno Sabas passò al Club Polideportivo Mérida, squadra dell'Estremadura promossa in Primera División per la seconda volta nella sua storia. I bianconeri, allenati dall'argentino Jorge D'Alessandro, retrocessero arrivando al penultimo posto in classifica. Sabas segnò 7 gol in 29 partite, fu il miglior realizzatore della sua squadra insieme a José Sinval.
Sabas restò al Mérida anche nella stagione successiva, in Segunda División. Segnò 9 reti in 35 partite e la sua squadra arrivò in decima posizione.
Nel 1999, finita la stagione al Mérida, passò all'Albacete Balompié, sempre in Segunda. Lasciò la squadra nel mese di dicembre per problemi tra lui e il club. Passò al Linense in Segunda B ma giocò solo due partite, prima di lasciare il club perché le condizioni della società non erano a suo dire adatte al calcio professionistico.
A due giorni dal termine della sessione di mercato invernale firmò con l'Hércules. Con il club di Alicante non aveva un posto da titolare, così decise di trasferirsi al Club de Fútbol Ciudad de Murcia, in Tercera.
Chiuse la carriera nella stagione 2001-2002, tornando al Club Deportivo Pegaso, in Tercera División. Qui ritrovò Alfredo Santaelena, suo compagno di squadra all'Atlético Madrid, con cui aveva condiviso anche la prima esperienza al Pegaso a inizio carriera, nella stagione 1987-1988.
Dopo il ritiro lavorò come vice allenatore di Abel Resino, suo compagno ai tempi dell'Atlético Madrid.

## Palmarès

### Giocatore

#### Club
- Coppa di Spagna: 2

Atlético Madrid: 1990-1991, 1991-1992